# 顺治
順治（穆麟德轉寫：ijishūn dasan，大词典轉寫：izhis'huun dasan；1644年－1661年）为清朝在清軍入關後第一位皇帝清世祖福临的年号，前后共18年。顺治十八年正月六日清圣祖即位沿用，次年改元康熙。

## 改元
- 崇德八年——八月，皇太極去世。八月二十六日，清世祖即位，有詔明年改元順治。[2]
- 順治十八年——正月六日，清世祖福臨去世，清聖祖玄燁即位，有詔明年改元康熙。[3]

## 公元纪年对照表
| 順治 | 元年   | 二年   | 三年   | 四年   | 五年   | 六年   | 七年   | 八年   | 九年   | 十年   |
| ---- | ------ | ------ | ------ | ------ | ------ | ------ | ------ | ------ | ------ | ------ |
| 公元 | 1644年 | 1645年 | 1646年 | 1647年 | 1648年 | 1649年 | 1650年 | 1651年 | 1652年 | 1653年 |
| 干支 | 甲申   | 乙酉   | 丙戌   | 丁亥   | 戊子   | 己丑   | 庚寅   | 辛卯   | 壬辰   | 癸巳   |
| 順治 | 十一年 | 十二年 | 十三年 | 十四年 | 十五年 | 十六年 | 十七年 | 十八年 |        |        |
| 公元 | 1654年 | 1655年 | 1656年 | 1657年 | 1658年 | 1659年 | 1660年 | 1661年 |        |        |
| 干支 | 甲午   | 乙未   | 丙申   | 丁酉   | 戊戌   | 己亥   | 庚子   | 辛丑   |        |        |

## 同期存在的其他政权年号
- 中國
  - 崇祯（1628年－1644年）：明—愍帝朱由检之年号
  - 弘光（1645年）：南明—安宗朱由崧之年号
  - 隆武（1645年－1646年）：南明—绍宗朱聿键之年号
  - 监国鲁（1645年－1653年）：南明—鲁王朱以海之年号
  - 绍武（1646年）：南明—绍武帝之年号
  - 永曆（1647年－1683年）：南明—永历帝朱由榔之年号
  - 東武（1648年）：南明—淮王朱常清之年号
  - 定武（1646年－1664年）：南明—韩王朱本铉（朱亶塉）之年号
  - 天定（1644年）：明朝时期—刘守分之年号
  - 重兴（1644年）：明朝时期—秦尚行之年号
  - 永昌（1644年－1645年）：大顺—李自成之年号
  - 大顺（1644年－1646年）：大西—张献忠之年号
  - 清光（1645年）：清朝时期—胡守龙之年号
  - 中兴（1647年）：清朝时期—蒋尔恂之年号
  - 天正（1648年）：清朝时期—东明张近堂之年号
  - 天顺（1661年）：清朝时期—萧惟堂之年号
- 越南
  - 陽和（1635年－1643年）：后黎朝—神宗黎维祺之年号
  - 福泰（1643年－1649年）：后黎朝—真宗黎维祐之年号
  - 慶德（1649年－1653年）：后黎朝—神宗黎维祺之年号
  - 盛德（1653年－1658年）：后黎朝—神宗黎维祺之年号
  - 永壽（1658年－1662年）：后黎朝—神宗黎维祺之年号
  - 順德（1628年－1677年）：莫朝—莫敬完之年号
- 日本
  - 宽永（1624年－1644年）：后水尾天皇、明正天皇、后光明天皇之年號
  - 正保（1644年－1648年）：后光明天皇之年號
  - 庆安（1648年－1651年）：后光明天皇之年号
  - 承应（1652年－1655年）：后光明天皇、后西天皇之年号
  - 明曆（1655年－1658年）：后西天皇之年号
  - 万治（1658年－1661年）：后西天皇之年号
  - 宽文（1661年－1673年）：后西天皇、灵元天皇之年号

## 深入閱讀
- 李崇智. . 北京: 中华书局. 2004年12月. ISBN 7101025129.
- 徐红岚. . 辽宁教育出版社. 1998年5月. ISBN 7538246193.
- 鄧洪波. . 臺北: 國立臺灣大學東亞經典與文化研究計劃. 2005年3月  [2007年3月10日]. ISBN 978-986-00-0518-9. （原始内容 (pdf)存档于2007年8月25日） （中文）.

| 前一年號： 明朝：崇祯 | 中国年号 1644年－1661年 | 下一年號： 清朝：康熙 |

| 前一年號： 崇德 | 清朝年号 1644年－1661年 | 下一年號： 康熙 |